# Rheocles pellegrini
Rheocles pellegrini är en fiskart som först beskrevs av Nichols och La Monte, 1931.  Rheocles pellegrini ingår i släktet Rheocles och familjen Bedotiidae. IUCN kategoriserar arten globalt som otillräckligt studerad. Inga underarter finns listade i Catalogue of Life.